# Macchi C.205 Veltro
Макки C.205 Вельтро (итал. Macchi C.205 Veltro, «Борзая») — одноместный итальянский истребитель Второй мировой войны. Самолёт разработан в конструкторском бюро компании «Аэронаутика Макки» под руководством Марио Кастольди на базе истребителя Macchi C.202 Folgore. Наряду с истребителями Reggiane Re.2005 и Fiat G.55 Макки C.205 входил в истребительную «Серию 5», разрабатывавшуюся под использование импортного двигателя Daimler-Benz DB 605. Серийное производство самолёта продолжалось с сентября 1942 до мая 1944 года. Всего выпущено 302 самолёта.
На вооружение ВВС Италии самолёт поступил в январе 1943 года. Боевая карьера истребителей началась в апреле 1943 года на острове Пантеллерия. После раскола страны самолёты использовались обеими сторонами. В Италии самолёт снят с вооружения в 1947 году.

## Тактико-технические характеристики
Приведённые ниже характеристики соответствуют модификации C.205V:
| Характеристика               | Macchi C.205 Veltro                                                                                   |                            |
| Технические характеристики   | Технические характеристики                                                                            | Технические характеристики |
| ---------------------------- | --- | -------------------------- |
| Экипаж:                      | 1 человек                                                                                             |                            |
| Длина:                       | 8,85 м                                                                                                |                            |
| Размах крыла:                | 10,58 м                                                                                               |                            |
| Высота:                      | 3,49 м                                                                                                |                            |
| Площадь крыла:               | 16,8 м²                                                                                               |                            |
| Масса пустого:               | 2 581 кг                                                                                              |                            |
| Нормальная взлетная масса:   | 3 408 кг                                                                                              |                            |
| Максимальная взлетная масса: | 3 900 кг                                                                                              |                            |
| Объём топливных баков:       | 430 л                                                                                                 |                            |
| Двигатели:                   | 1× Fiat RA.1050 RC.58 Tifon жидкостного охлаждения 12-цилиндровый (лицензионный Daimler-Benz DB.605A) |                            |
| Мощность:                    | 1× 1 475 л. с. (1 100 кВт) (на взлёте)                                                                |                            |
| Воздушный винт:              | Piaggio P.1001 диаметром 3,05 м                                                                       |                            |
| Лётные характеристики        | |                            |
| Максимальная скорость:       | 642 км/ч на высоте 7 500 м                                                                            |                            |
| Крейсерская скорость:        | 499 км/ч                                                                                              |                            |
| Практическая дальность:      | 1 040 км                                                                                              |                            |
| Практический потолок:        | 11 000 м                                                                                              |                            |
| Скороподъёмность:            | 19 м/с                                                                                                |                            |
| Нагрузка на крыло:           | 202,9 кг/м²                                                                                           |                            |
| Тяговооружённость:           | 323 Вт/кг                                                                                             |                            |
| Вооружение                   | |                            |
| Пушечно-пулемётное:          | |                            |
|                              | 2× 12,7 мм пулемёта Breda SAFAT по 370 патронов на ствол                                              |                            |
|                              | 2× 7,7 мм пулемёта Breda SAFAT по 500 патронов в крыле или                                            |                            |
|                              | 2× 20 мм пушки MG 151 по 250 снарядов в крыле                                                         |                            |
| Бомбовая нагрузка:           | 2× 160 кг бомбы по крылом                                                                             |                            |